# Magaluf
Magaluf is een plaats in het zuidwesten van het Spaanse eiland Mallorca in de gemeente Calvià. De kustplaats bestaat voornamelijk uit vakantieresorts en hotels en is bekend om het uitgaansleven. Magaluf is een populaire vakantieplaats bij jonge Britse, Russische en Scandinavische toeristen.

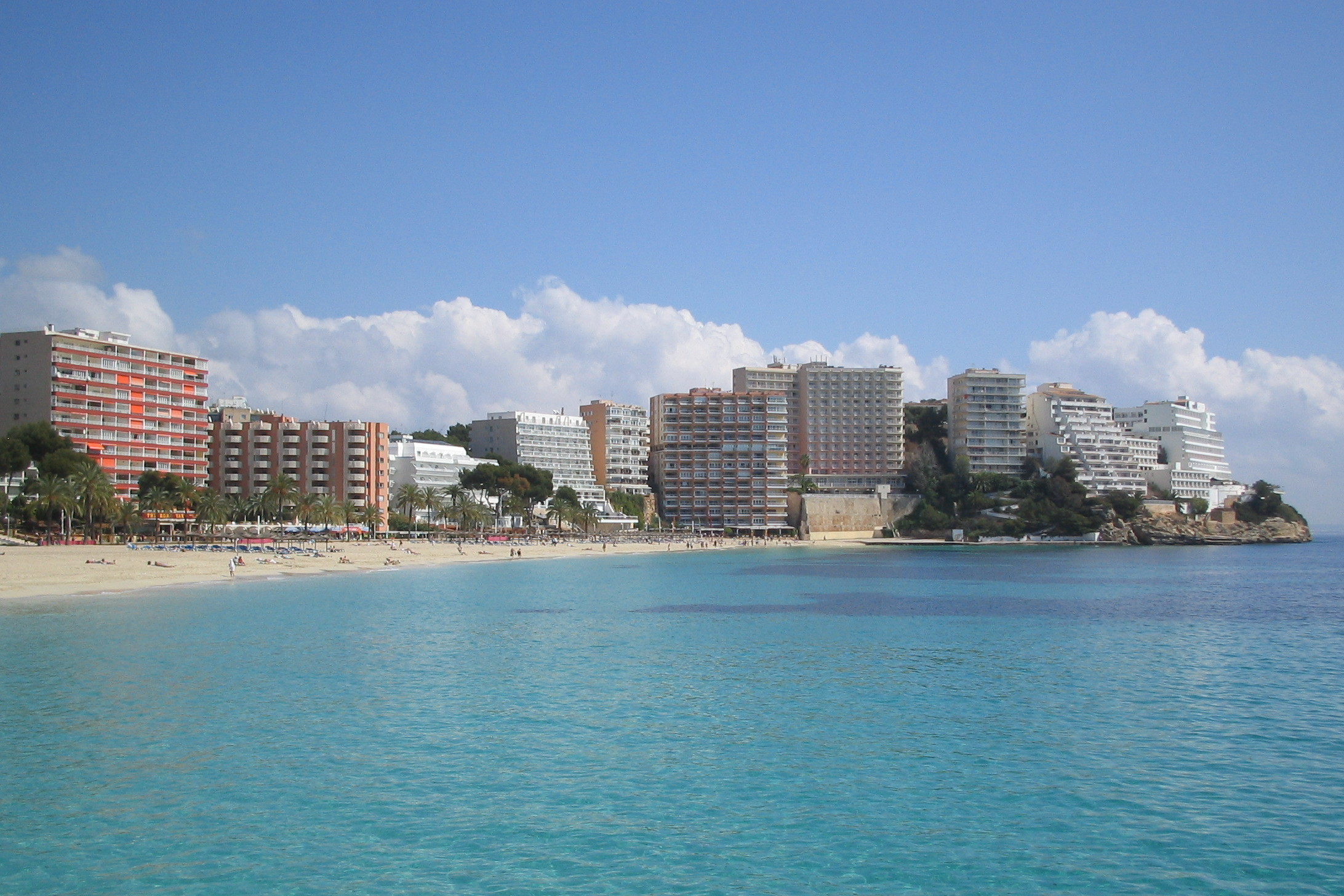
Magaluf